# Cibirhiza spiculata
Cibirhiza spiculata är en oleanderväxtart som beskrevs av Mats Thulin och Goyder. Cibirhiza spiculata ingår i släktet Cibirhiza och familjen oleanderväxter. Inga underarter finns listade i Catalogue of Life.